# Hatos számrendszer
A hatos számrendszer olyan helyi érték-jelölő számrendszer, amelynek az alapszáma 6, ennyi számjeggyel ábrázolja a számokat, az arab számírásban a 0, 1, 2, 3, 4 és 5 jegyekkel. Helyi értékei: 6 hatványai.
A hatos számrendszer használata előnyös lehet a prímszámok tanulmányozásában, mivel hatos számrendszerben ábrázolva minden 2-től és 3-tól különböző prímszám 1-es vagy 5-ös számjegyre végződik. Az első néhány prím hatos számrendszerben:
{\displaystyle 2_{6},3_{6},5_{6},11_{6},15_{6},21_{6},25_{6},31_{6},35_{6},45_{6},51_{6},101_{6},105_{6},111_{6},115_{6},125_{6},135_{6}\ldots }
Ezen kívül az is igaz, hogy a 6-tól különböző tökéletes számok utolsó két számjegye hatos számrendszerben ábrázolva mindig 44. Az első néhány tökéletes szám hatos számrendszerben:
{\displaystyle 10_{6},44_{6},2144_{6},101344_{6},3155033344_{6}\ldots }
Ennek oka, hogy 28-tól kezdve mindegyik tökéletes szám 62 = 36-tal való osztási maradéka: 446 = 2810.

## Hatos számrendszer a természetes nyelvekben
A hatos számrendszert használó ismert természetes nyelvek nagyon ritkák, de ilyen a pápua új-guineai ndom nyelv. Ndom nyelven: mer '6', mer an thef '6×2(=12)', nif '36', nif thef '36×2(=72)'.
A régebbi feltételezések szerint az uráli alapnyelvre a hatos számrendszer volt jellemző az ősi eredetű számnevek alapján, mára azonban az a nézet vált elfogadottá, hogy tízes számrendszert használt.

## A hatos számrendszer szorzótáblája
| 1  | 2  | 3  | 4  | 5  | 10  |
| -- | -- | -- | -- | -- | --- |
| 2  | 4  | 10 | 12 | 14 | 20  |
| 3  | 10 | 13 | 20 | 23 | 30  |
| 4  | 12 | 20 | 24 | 32 | 40  |
| 5  | 14 | 23 | 32 | 41 | 50  |
| 10 | 20 | 30 | 40 | 50 | 100 |